# Rakvere socken
Rakvere socken (estniska: Rakvere kihelkond, tyska: Kirchspiel Wesenberg) var en socken i det historiska landskapet Wierland (Virumaa). Socknens kyrkby var Rakvere (tyska: Wesenberg).